# Zensuswahlrecht
Unter Zensuswahlrecht versteht man ein Wahlsystem, das ein ungleiches Wahlrecht vorsieht. Wählen darf nur, wer gewisse Finanzmittel nachweisen kann. Der Nachweis erfolgt durch Steueraufkommen, Grundbesitz oder Vermögen. In manchen Systemen, wie dem preußischen Dreiklassenwahlrecht, durften zwar auch die Mindervermögenden wählen, ihre Stimme hatte aber weniger Gewicht.

## Geschichte
In antiken Stadtstaaten wie der attischen Demokratie oder der Römischen Republik wurden die politischen Rechte (Teilnahme an der Volksversammlung o. Ä.) zu bestimmten Zeiten an ein gewisses Einkommen bzw. einen Mindestbesitz gebunden. Das früheste Beispiel dafür liefert die timokratische Ordnung des athenischen Verfassungsgebers Solon. Folge der Einteilung der Bürger in verschiedene Zensusklassen war, dass für lange Zeit nur die wohlhabendsten Athener die höchsten Staatsämter bekleiden konnten, während den Ärmsten (den Theten) erst unter der Regierung des Themistokles volle politische Beteiligung zugebilligt wurde.
In der wichtigsten Volksversammlung Roms, der Comitia Centuriata, waren alle Bürger auf eine Weise in Zensusklassen eingeteilt, die garantierte, dass die wohlhabenden Bevölkerungsteile (u. a. die Nobilität) in Abstimmungen stets das Übergewicht an Stimmen hatten. So sicherte der Zensus ihnen eine strukturelle Mehrheit gegenüber dem zahlenmäßig weit größeren „einfachen“ Volk (der plebs).
In der Moderne war das Zensuswahlrecht wesentlich von Frankreich geprägt, kam aber auch in anderen Ländern wie Schweden, den USA, Luxemburg, Norwegen oder Spanien zur Geltung.
Insgesamt war die Bevorzugung der besitzenden Bürger im 19. Jahrhundert selbstverständlich und bis zu Beginn des 20. Jahrhunderts nicht ungewöhnlich. Die Historikerin Hedwig Richter stellt heraus, dass das Zensuswahlrecht, das so oft als rückständig abgewertet werde, im Gegenteil einen Meilenstein auf dem Weg zur Gleichheit darstelle, weil es das Wahlrecht strikt dem Individuum zuspricht und nicht einer Familie, einem Rittergut oder Adelstitel. Es zählte nur die Leistung des Individuums für den Staat, und schließlich setzte es die dynamische, egalisierende Kraft des Kapitalismus ins Herz des Staatsgeschehens.
Gegenwärtig ist die Befürwortung eines Zensuswahlrechts innerhalb des Libertarismus verbreitet. So sprechen sich zahlreiche Vertreter des Libertarismus für den Ausschluss von Empfängern staatlicher Unterstützungen sowie Staatsangestellten vom Wahlrecht aus oder ziehen diesen zumindest in Erwägung, darunter Hans-Hermann Hoppe, André F. Lichtschlag, Friedrich August von Hayek und Markus Krall. Auch der Publizist und ehemalige Politiker Konrad Adam sympathisiert mit einem Zensuswahlrecht. Zudem wird ein Zensuswahlrecht vom Parteichef der Freien Sachsen Martin Kohlmann befürwortet.

## Deutschland
Wie in nahezu allen Wahlregulierungen in der ersten Hälfte des 19. Jahrhunderts spielten auch in den deutschen Ländern Besitz oder Steuern eine zentrale Rolle. So existierte ein Zensuswahlrecht in den ersten deutschen Verfassungen zu Anfang des 19. Jahrhunderts (beispielsweise laut Verfassung des Königreichs Bayern von 1818 und Verfassungs-Urkunde des Königreichs Württemberg von 1819). Es wurde zur Forderung der liberalen Opposition in der Revolution von 1848/49, während die demokratische Opposition ein gleiches Wahlrecht für Männer nach dem Prinzip „ein Mann – eine Stimme“ forderte. Gemäß dem kurzlebigen Reichswahlgesetz vom April 1849 sollten die Mitglieder der Volkskammer des neu einzurichtenden Reichstags in gleichen und direkten Wahlen nach dem Prinzip der absoluten Mehrheitswahl gewählt werden, der Wahlzensus wäre also beseitigt worden.
Nach der Revolution galt zum Beispiel bei den Wahlen zum preußischen Landtag von 1850 bis 1918 ein neuerliches Zensuswahlrecht in Form des Dreiklassenwahlrechts (Unterteilung in drei Wählerklassen nach Besitz). Auf Reichsebene ab 1871 durften jedoch alle Männer ab 25 Jahren den Reichstag mit gleichem Stimmgewicht wählen. Das allgemeine Wahlrecht für beide Geschlechter wurde vergleichsweise früh nach der Novemberrevolution 1918/19 eingeführt.
Eine theoretische Formulierung des Grundgedankens des Zensuswahlrechts lieferte Justus Möser (1720–1794) in seiner „Aktientheorie“.

## USA
In den USA galt ebenfalls ein Zensuswahlrecht. Da die Einzelstaaten das Wahlrecht festlegten, fanden sich viele unterschiedliche Regulierungen, wobei in einigen Staaten bis in die zweite Hälfte des 19. Jahrhunderts ein Zensuswahlrecht herrschte. Häufig wurde das Zensuswahlrecht zur Diskriminierung von Schwarzen eingesetzt, von denen dann mehr Eigentum als von Weißen gefordert wurde. Erst 1871 (und damit im gleichen Jahr wie im Deutschen Reich) erhielten alle Männer auf Bundesebene das Wahlrecht. Allerdings wurden die Afroamerikaner in den 1890er Jahren wieder weitgehend durch Zusatzregelungen wie den Literacy tests und der Grandfather clause ausgeschlossen.

## Frankreich
Während der Französischen Revolution wurde das Zensuswahlrecht in die Französische Verfassung von 1791 aufgenommen, auf die Ludwig XVI. 1791 seinen Eid leistete. Die Jakobiner ersetzten es durch ein Gleichheits-Wahlrecht für Männer. Dieses hatte jedoch nicht lange Bestand.
Frankreich wurde führend darin, das Wahlrecht an dem Besitz beziehungsweise an der Steuerleistung auszurichten. Das Zensuswahlrecht unter Napoleon I., das auch für das Rheinland gültig war, gilt als wichtiges Vorbild für das Preußische Dreiklassenwahlrecht.

## Schweiz
In einigen Schweizer Kantonen gab es nach den liberalen Revolutionen um 1830 kurzfristig ebenfalls ein Zensus-Wahlrecht besonderer Ausprägung. Es orientierte sich nicht an Steueraufkommen oder Besitz, sondern privilegierte die Bürgerschaft der Hauptstädte gegenüber der Landbevölkerung, die in den Parlamenten nur eine deutlich unterproportionale Vertretung zugestanden erhielt. Dass ein Zensus-Wahlrecht überhaupt vorübergehend existierte, erklärt sich durch die Orientierung der damaligen Schweizer Liberalen an der vorab großbürgerlichen Pariser Julirevolution von 1830, die ebenfalls einen Wahlzensus vorsah. Auch in den katholisch-konservativen Kantonen, wo sich die Revolution nur teilweise durchgesetzt hatte, wurde mit Wahlzensus operiert, der sich vor allem gegen Nicht-Katholiken richtete.

## Russland
Nach der Russischen Revolution von 1905 wurde das allgemeine Wahlrecht eingeführt.

## Österreich
Zum Kurienwahlrecht siehe Abgeordnetenhaus (Österreich)